# محمد البسیونی (بازیکن هندبال)
محمد البسیونی (انگلیسی: Mohamed El-Bassiouny؛ زادهٔ ۱۰ مهٔ ۱۹۹۰) بازیکن هندبال اهل مصر است.